# James-Forbes-Gletscher
Der James-Forbes-Gletscher ist ein Gletscher an der Oates-Küste des ostantarktischen Viktorialands. Er mündet unmittelbar südlich des Williamson Head und 10 km westnordwestlich des Drake Head in die Somow-See.
Das Antarctic Names Committee of Australia benannte ihn 2010 nach James Sails Forbes (1871–unbekannt), einem Teilnehmer an der Dundee Whaling Expedition (1892–1893), der Australasiatischen Antarktisexpedition (1911–1914), an Fahrten im Rahmen der Discovery Investigations zwischen 1925 und 1927 sowie an der British Australian and New Zealand Antarctic Research Expedition (1929–1931).